# 안토니누스 방벽

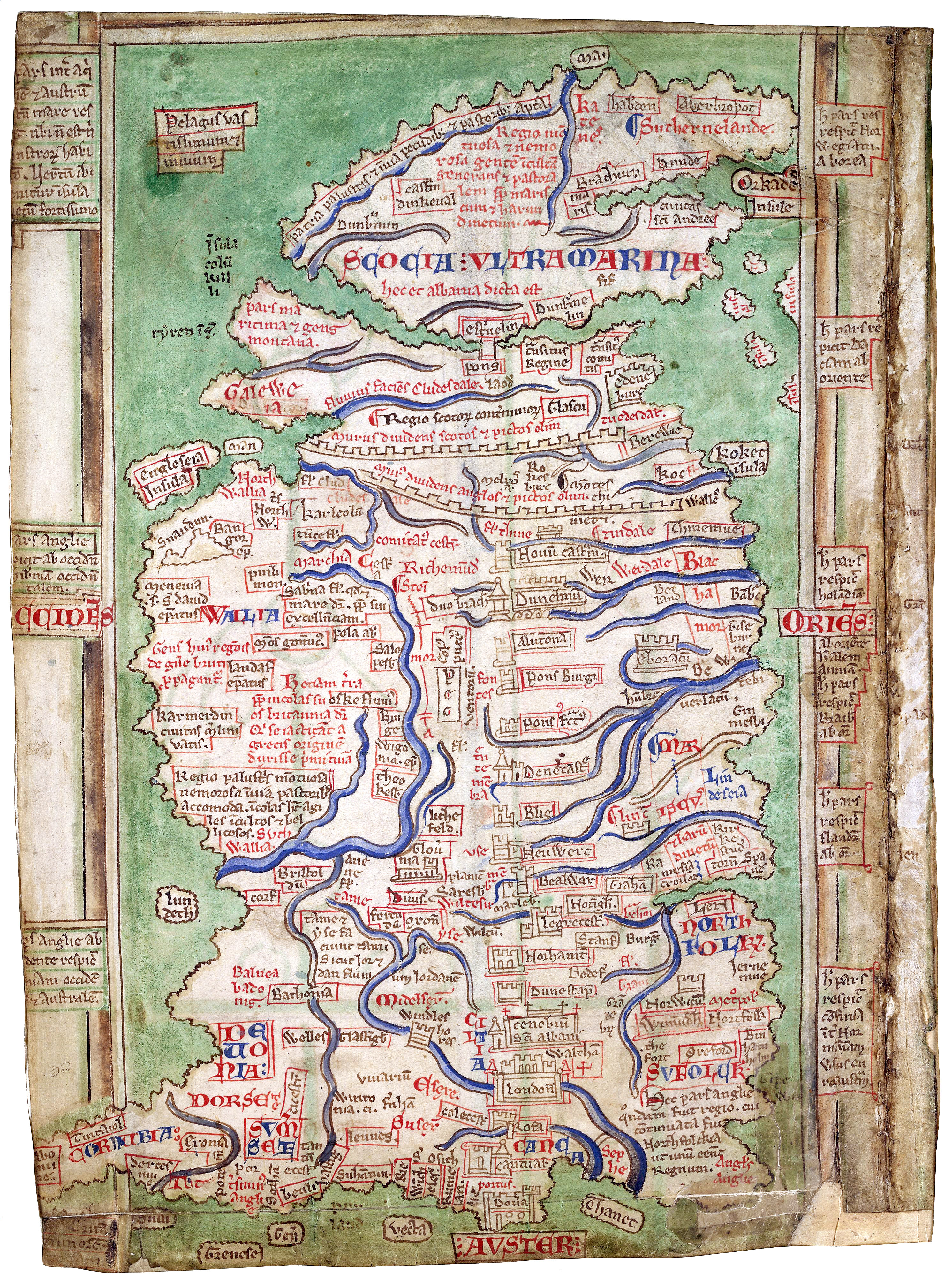
매슈 패리스가 제작한 이 중세의 지도는 상단 쪽 안토니누스 방벽과 하드리아누스 방벽 둘 다를 묘사한다. 안토니누스 방벽이 지어진 지 1,000년이 더 지난 1250년경에 그려진 것으로 추정한다.
런던 대영 도서관.

안토니누스 방벽(Antonine Wall, Vallum Antonini)은 고대 로마인들이 오늘날 스코틀랜드의 센트럴 벨트에 해당하는 클라이드만과 포스만 사이를 가로질러 지은 방어 시설이다. 석조 토대 위에 뗏장을 씌운 이 방어 시설은 남쪽의 하드리아누스 방벽이 지어진 지 20여 년 뒤에 건설됐고, 하드리아누스 방벽을 대체할 목적이었으며, 이 방벽이 운영됐을 당시에는 이곳이 로마 제국의 최북단 국경이었다. 방벽의 길이는 약 63 킬로미터 (39 마일)에 높이는 약 3 미터 (10 피트) 너비 5 미터 (16 피트)이었다. 라이다 스캐너가 방벽의 길이와 사용된 로마 단위를 알아내기 위해 사용되었다. 북쪽에 배치된 깊게 파인 해자를 통해 추가적으로 보호받았고, 뗏장 위에는 목제 방책이 있었을 것으로 여겨진다. 안토니누스 방벽은 서기 2세기 영국에 로마인들이 만든 두 번째 '방벽'이었다. 이곳 유적지는 더 잘 알려져 있고 오래되기도 한 남쪽의 하드리아누스 방벽보다 덜 주목을 받는데, 주 이유는 안토니누스 방벽의 뗏장과 목제 방책이 석재로 지어진 남쪽의 방어 시설과는 다르게 대부분이 풍화되었기 때문이다.
건설은 서기 142년에 로마 황제 안토니누스 피우스의 명으로 시작되었고, 완공까지 약 12년이 걸렸다. 안토니누스 피우스는 전임자 하드리아누스와는 달리 영국을 방문한 적이 없었다. 칼레도니아인들의 압박이 안토니누스로 하여금 더 멀리 북방으로 제국의 군대를 파견하게 했을 것이다. 안토니누스 방벽은 16개 요새들로 보호를 받았으며, 이들 요새 사이에 소규모 요새들이 놓여 있었는데 병력 이동은 'Military Way'로 알려진 안토니누스 방벽의 모든 지역들을 연결하고 있는 도로를 통해 촉진되었다. 이 방벽을 지은 병사들은 이 건설 작업 및 칼레도니아인들과의 투쟁 등을 장식용 석제판에 기념해두었으며, 이 중에 20개가 남아 있다. 안토니누스 방벽은 완공된 지 8년 만에 버려졌으며, 경비 병력들은 하드리아누스 방벽이 있는 후방으로 재배치되었다. 성벽 대부분과 이와 관련한 방어 시설들은 시간이 흐르며 파괴되었지만, 일부는 지금까지 볼 수 있다. 이 중 다수는 히스토릭 인바이러먼트 스코틀랜드와 유네스코 세계 문화 유산의 관리에 놓여 있다.

## 위치와 건설

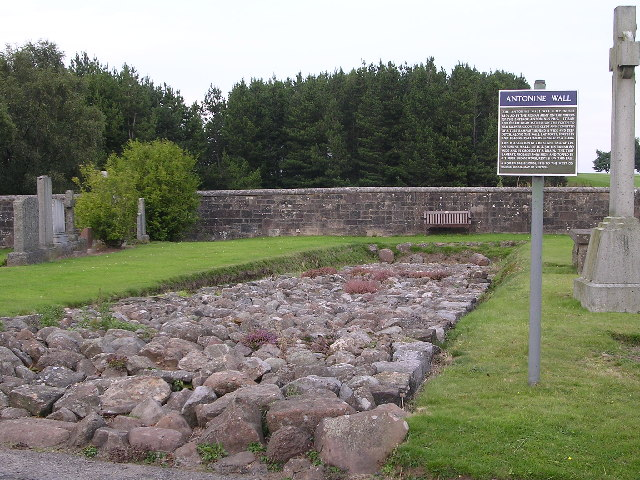
글래스고 비어스덴에 있는 하드리아누스 방벽 석조 토대

로마 황제 안토니누스 피우스는 서기 142년경 안토니누스 방벽의 건설을 명했다. 당시 브리타니아의 총독이던 퀸투스 롤리우스 우르비쿠스는 초기 이 공사를 감독했으며, 완공까지 약 22년이 걸렸다. 안토니누스 방벽은 클라이드만이 있는 웨스트던바턴셔의 올드킬패트릭에서 포스만이 있는 보네스 인근 캐리든까지 63 킬로미터 (39 마일)에 걸쳐 뻗어 있다. 이 방벽은 남쪽에 있는 하드리아누스 방벽의 '브리타니아' 국경을 대체함으로써 로마의 영토와 지배권을 늘리려는 목적이 있었다. 하지만 로마인들은 스코틀랜드 북쪽의 교역로를 지키기 위해 안토니누스 방벽의 북쪽으로 더 멀리에 요새와 임시 주둔지를 설립하기는 했으나, 칼레도니아인들을 정복해내는 데는 실패해고, 안토니누스 방벽은 많은 공격을 겪었다. 로마인들은 방벽 북쪽의 땅을 '칼레도니아'라고 불렀으며, 이 용어는 하드리아누스 방벽 북쪽의 모든 영토를 가리키는 용어이기도 하다. 안토니누스 방벽 북쪽 영역은 또한 앨버니라고 알려진 스코틀랜드 일부가 되기도 했다.
안토니누스 방벽은 하드리아누스 방벽보다 짧았고 석조 토대 이로 뗏장을 덮어 지었으나, 그럼에도 뛰어난 업적물이었다. 또한 하드리아누스 방벽이 뒤쪽으로 발룸을 설치했던 것과 달리 후방에 보조적인 해자를 설치하지 않는 등 하드리아누스 방벽보다 한층 단순해진 방어 시설이기도 하였다. 석조 토대 및 안토니누스 방벽에 있던 요새들의 날개벽 등은 본래 건설 계획이 하드리아누스 방벽과 유사하게 석조 벽으로 지어질 예정이었으나, 빠르게 수정되었음을 나타낸다. 이 방벽은 뗏장 및 이따금 추가된 흙 등으로 층층이 쌓여 만들어진 4m 높이의 경사지였고 북쪽으로는 넓은 해자가 남쪽으로는 군용 도로가 있었다. 로마인들은 초기에 10km마다 요새를 지으려 계획했으나, 이는 곧 3.3km마다 짓는 것으로 수정되어, 방벽을 따라 총 90개 요새가 있게 되었다. 러프 캐슬 포트가 바로 이 요새들 중 가장 보존 상태가 좋으나 그 규모가 가장 작은 편에 속한 요새이다. 그 외에도, 본래 계획의 일부로 형성되어 로마 마일마다 있었을 것으로 추정되는 소규모 요새 9곳이 존재하며, 이 중 일부는 대형 요새로 대체되었다. 그 형태가 가장 잘 보존되어 있는 소규모 요새는 보네스 인근에 위치했으며 방벽의 동쪽 끝에 있는 키네일에 있다.
스테나우스뮤어의 안토니우스 방벽이 있던 곳에는 한때 주목할 만한 로마 구조물이 있기도 하였는데, 스테나우스뮤어의 명칭은 이 돌로 된 로마 시대 구조물에서 비롯한 것이었다. 이 구조물은 아서의 오븐이라 불리던 원형 석제 돔 구조의 기념물 또는 로톤다였으며 신전이나 승전 기념물(트로파이움이었을 수도 있다. 1743년에 석제를 얻기 위해 허물어졌고, 이 구조물에 대한 복제물이 페니퀵 하우스에 있다.

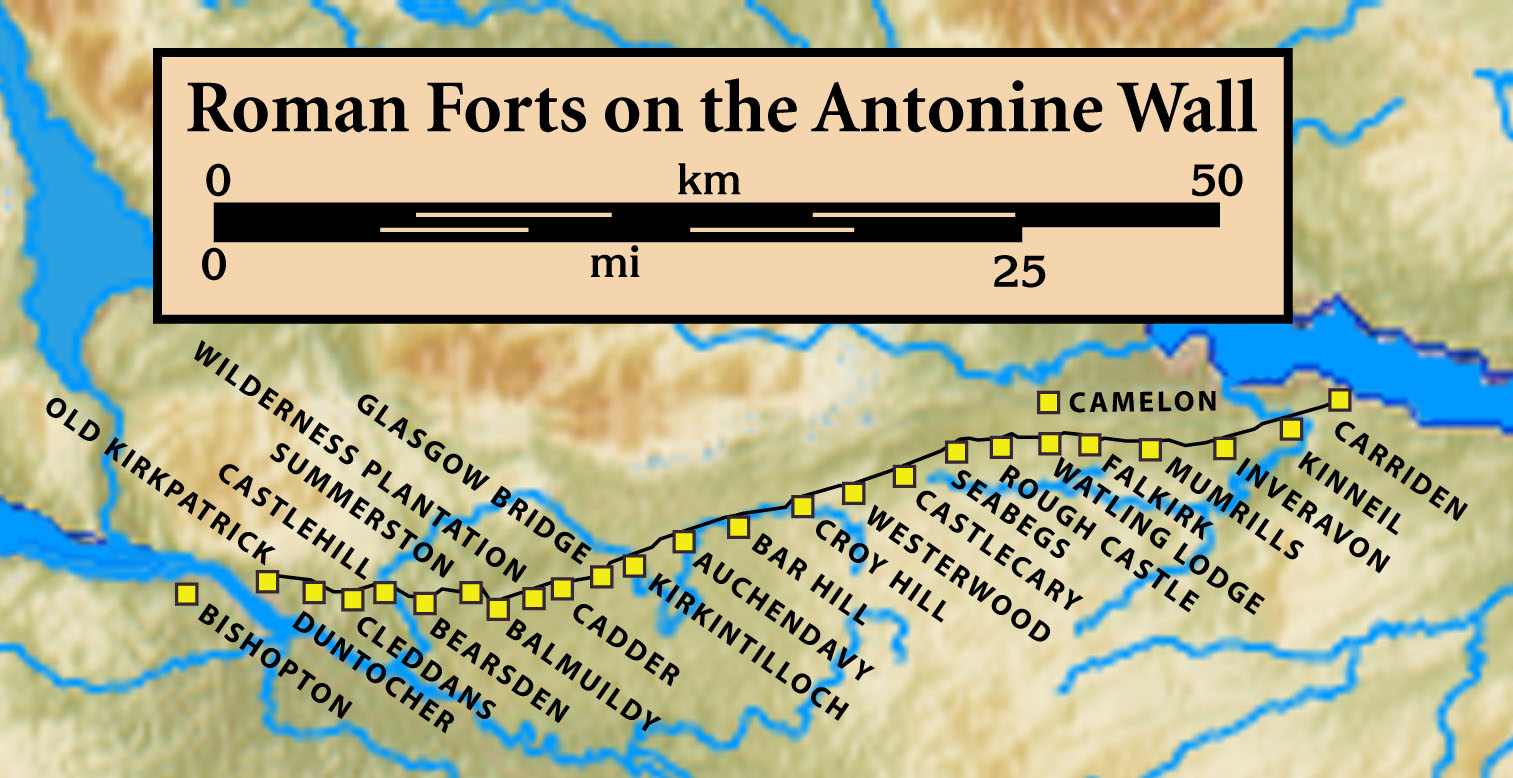
서쪽에서 동쪽으로 안토니누스 방벽과 연관된 요새 및 소규모 요새 (Fortlet): 비숍턴, 올드킬패트릭, 던토쳐, 클리던스, 캐슬힐, 비어스덴, 서머스턴, 발뮬디, 와일더니스플랜테이션, 캐더, 글래스고브리지, 커큰틸로크, 오큰대비, 바힐, 크로이힐, 웨스터우드, 캐슬캐리, 시베그스, 러프캐슬, 캐믈런, 워틀링로지, 폴커크크, 머밀스, 인버러본본, 킨네일, 캐리든

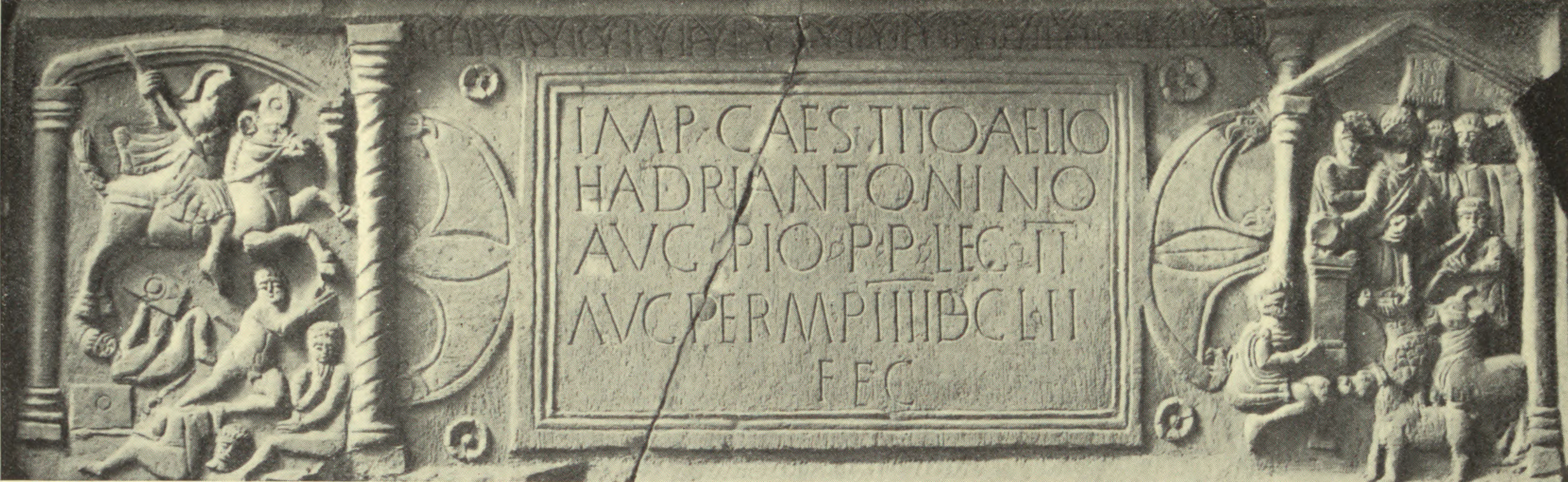
가장 동쪽에 위치한 이정표인 브리지니스 평판

방벽 그 자체 외에도 동쪽 (예시로 인버스크)과 서쪽 (아우터워즈, 러그무어) 양쪽에 다수의 해안 요새들이 있는데, 이 요새들은 방벽의 전진기지 혹은 공급 거점으로 여겨져야 할 것이다. 북쪽 더 멀리 위치한 여러 요새들은 애도크, 스트래기스, 버사 (퍼스) 그리고 추정 상 probably Dalginross, Cargill 등을 포함한 개스크 릿지 지역으로 되돌아 사용되었다.

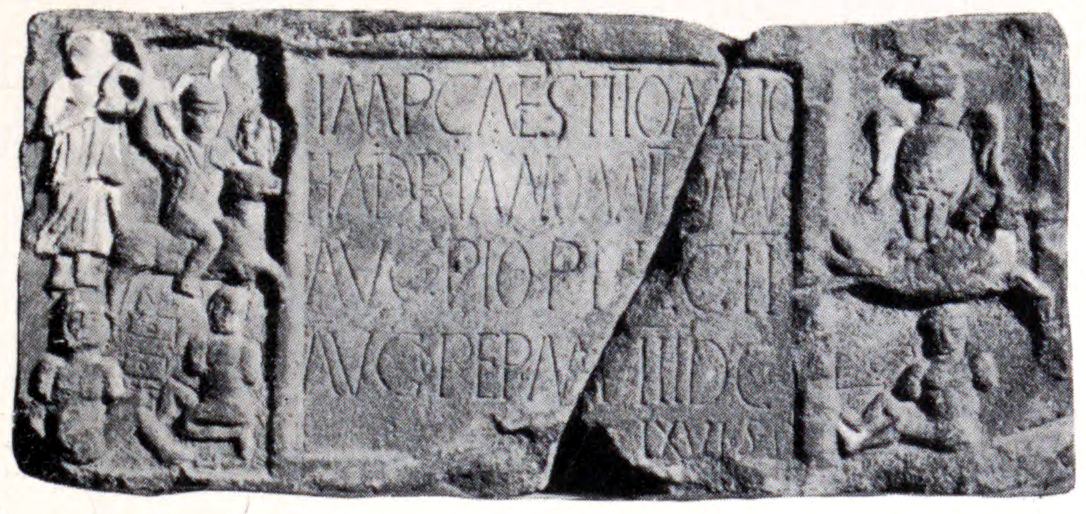
RIB 2193. 제2군단의 평판. 조지 맥도널드는 이 평판을 저서 'The Roman Wall in Scotland'의 제2판에서 no. 6로 칭했다. 그는 이 평판이 켈빈강의 강기슭에 있는 서머스턴 농장 인근에서 발견되었다고 하였다. 이 평판은 스캔 작업이 이뤄졌고 영상 촬영도 이뤄졌다.

글래스고 대학교에서 실시한 최근 연구에서 안토니누스 방벽에 건설에 참가한 각 군단들이 자신들이 지은 거리만큼을 표시하기 위해 방벽에 추가한 독특한 석재 조각으로 된 이정표들이 현재의 맨 모습이 아닌 얇게 색이 칠해져 있었음을 밝혔다. 이 이정표들은 글래스고 대학교의 박물관에서 보존되고 있고 로마 국경 지대의 조각상들 중 가장 보존 상태가 좋다고 여겨진다. 안토니누스 방벽의 평판들은 휴대용 엑스형광분석기 (pXRF)을 포함한 다양한 기법들로 분석이 이뤄졌다. 아주 적은 양의 도료가 표면 증강 라만 분광법 (SERS)에서 검출되었다. 이정표 역할을 한 몇몇 평판에 엑스레이 검사가 이뤄졌고 3-D 비디오가 만들어졌다. 또한 이 평판들은 디지털로 그리고 본래의 색깔을 갖춘 실제 복제본으로 재현해낼 계획이 존재한다. 브리지니스 평판의 복제본은 이미 제작이 완료되었고 보네스에서 찾아볼 수 있다. 복권 기금이 방벽의 길이에 따라 이정표의 복제품이 배치되도록 해줄 것으로 예상되기도 한다.

## 유기
안토니누스 방벽은 완공된 지 8년 만인 서기 162년에 로마 군단이 하드리아누스 방벽으로 철수하면서 유기되었고, 시간이 흐르며 이 지역에 브리튼어군을 구사하는 부족들이 도달하여, '북방 고토'로 알려지게 된 완충국들로 발전했을 수 있다. 197년에 연단 공격이 벌어지자, 셉티미우스 세베루스 황제는 208년 스코틀랜드로 친정하여, 북방의 마이타이족 (클라이드만과 포스만 양쪽에 걸쳐 있는 미들랜드 계곡에 기반으로 함)과 칼레도니아족을 상대로 군사 활동을 벌였다. 그가 이때 하드리아누스 방벽에 보수 작업을 한 반면, 208년–210년간 군사 활동 중 안토니누스 방벽의 잔해에 어떠한 보수 작업이 이뤄졌다는 증거물은 존재하지 않는다. 세베루스의 방벽 건설 활동에 대한 후기 로마 사료들에서 언급은  베다 같은 후대 학자들이 안토니누스 방벽을 하드리아누스 방벽으로 오해하는 언급으로 이어지게 했다.

## 후대 로마 역사
안토니누스 방벽이 유기되고 나서 몇 세기에 걸쳐, 안토니누스 방벽은 포스만과 클라이드만 사이 지역 문화에 영향을 미쳤다.

### 길다스와 베다
서기 730년에 기록을 남긴 베다는 길다스의 저서 '브리튼의 파괴와 정복에 대하여'를 따라 저서 교회사 1.12에서 오해를 하여 안토니누스 방벽의 건설을 브리튼족이 한 것으로 돌렸다:
브리튼섬 사람들은 이들이 지었다고 하는 그 방벽을 건설하였는데, 이러한 작업이 가능한 노동자가 없었기에 석재가 아닌 뗏장으로 만들었고 이런 점이 이 방벽의 용도가 떨어지게 하였다. 그럼에도, 브리튼 사람들은 해양 수호가 필요한 지점이 있는 그 바다의 끝이 위치한 두 개의 작은 만 사이, 긴 거리에 걸쳐 작업을 수행했으며, 적들의 침입에서 자신들의 국경을 막기 위해 이 성곽을 사용했을 것이다. 대단한 폭과 높이로 지어진 이 건축물들 중 현재(서기 730년)까지 보이는 상당한 잔해들이 존재한다. 이 방벽은 픽트어로는 Peanfahel, 앵글어로는 Penneltun [킨네일]의 서쪽에 있는 [애버컨] 수도원에서 약 2 마일 떨어진 지점에서 시작하여, 서쪽으로 쭉 이어져 Aicluith [덤바턴] 인근에서 끝이 난다.

베다는 길다스의 뗏장 방벽을 안토니누스 방벽과 연관시켰다. 하드리아누스 방벽에 대해서도, 베다는 다시 한번 길다스의 내용을 따랐다:
(철수하는 로마인들은) 자신들이 버리고 가야만 하던 동맹들 (브리튼족)에게 어느 정도 도움을 될 것이라고 생각하여 적들에 대한 두려움 속에 지어진, 바다에서 바다까지 마을들 사이로 강력한 돌로 된 성벽을 건설하였는데, 이 지점은 세베루스 역시도 과거에 장벽을 세웠던 곳이기도 했다.

베다는 길다스의 석재 방벽이 하드리아누스 방벽이라고 분명하게 인식하고 있으나, 그는 길다스 방벽이 120년대보다는 5세기에 지은 것이라 하였고, 하드리아누스에 대해서도 언급하지 않았다. 그리고 그는 발룸 (하드리아누스 방벽 바로 남쪽에 위치)이라 알려진 해자 및 흙더미 방벽이 세베루스가 지은 방해물이라 믿고 있음을 나타내고 있다. 누가 이 방벽을 지었는지가 명백해지기까지 수 많은 세기가 걸렸을 것이다.

### 그림의 암맥
포던의 존의 연대기 같은 중세 역사서들에서, 안토니누스 방벽은 '그림의 암벽'(Gryme's dyke)이라 불렸다. 포던은 이 이름이 파르카르(Farquahar)의 아들이자 상상 속의 왕 유제니우스의 조부에서 이 이름이 비롯했다고 하였다. 이 이름은 시간이 흘러 그레이엄의 암벽 (이 명칭은 안토니누스 방벽의 동쪽 끝인 보네스에서 여전히 찾아볼 수 있음)이 되었고 그레이엄 씨족과 관련지어졌다. 스코틀랜드 일부에선 그레이엄(Graeme)이라는 이름이 악마의 별칭이라는 점을 주목할 때, 그림의 암벽은 독일 남부에 있는 로마 시대의 리메스가 Teufelsmauer(악마의 벽)이라 불렸던 점을 반영하며 악마의 암벽이 되었을 것이다. 그림르(Grímr)와 (그림)은 말도 안 되게 짧은 시간에 토공 업무를 마치길 바라는 소망으로 믿어졌을 것으로 보는 오딘 또는 보단의 별칭이기도 하다. 이 명칭은 초기 군사용 방해물과 연관 지어지는 잉글랜드에서 몇 차례 그림의 해자라는 이름으로 발견되는 명칭과 동일하며 예시로는 월링퍼드 인근, 옥스포드셔 또는 버컴스테드 (허츠)와 브래드넘 (벅스) 사이 등이 있다. 고대인들 사용했던 다른 명칭들로는 안토니누스 피우스에서 비롯한 피우스의 방벽, 안토니누스 발룸 등이 있었다. 헥터 버이스는 1527년에 쓴 저서 '스코틀랜드의 역사'에서 안토니누스 방벽을 '애버콘 방벽'이라 칭했고 그레이엄에 의해 이 방벽이 파괴되었다는 이야기를 반복했다.

### 스코틀랜드 르네상스
제5대 매리셜 백작 조지 키스를 포함하여 외교를 통해 전세계 학계에 노출되어 있어 있던 16세기 스코틀랜드 르네상스의 후원자들은  고대 유물 수집을 시작하였다. 매리셜 백작은 안토니누스 방벽에서 이정표를 때와 던노타성의 성벽에 설치하였고 스톤헤이븐의 앤드루 멜빌로 추정되는 인물이 이 석재에 채색을 하고 금박을 더했다. 이 이정표는 현재 글래스고의 헌터리언 박물관에 소장되어 있고 후대에 재사용한 것에서 비롯한 것으로 보이는 잔여 채색 흔적들이 분석 중에 있다.

### 세계 문화 유산

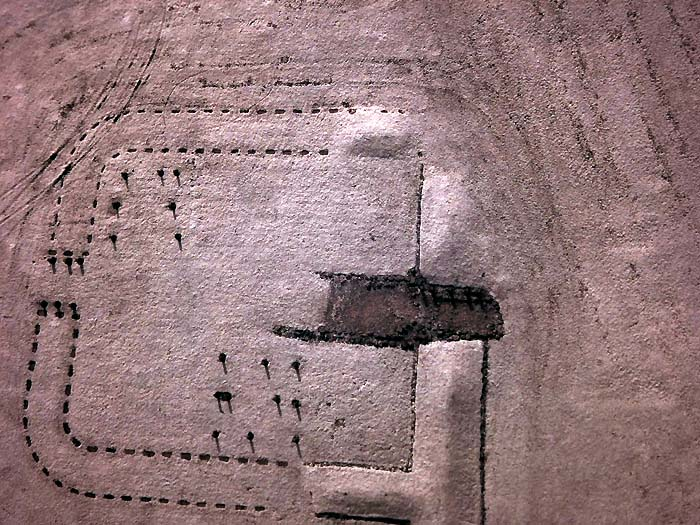
안토니누스 방벽의 동쪽 끝에 위치한 킨네일 로마 소요새의 적외선 항공사진.

영국 정부의 안토니누스 방벽에 대한 유네스코 세계 문화유산 등재 후보 신청은 2003년에 처음으로 이뤄졌다. 2005년서부터는 스코틀랜드 정부의 지원을 받았고 2006년부터는 당시 스코틀랜드의 문화부장관인 퍼트리샤 퍼거슨의 지원을 받았다. 2007년 1월 말에 안토니누스 방벽은 영국의 공식적인 후보군이 되었고, 스코틀랜드 의원들은 처음으로  2007년 5월에 세계문화유산 등재 지지를 위해 소집되었다. 안토니누스 방벽은 2008년 7월 7일에 세계 문화유산 '로마 제국 국경'의 연장선으로 등재되었다. 안토니누스 방벽은 문서 상으로는 언급되어 있으나, 유네스코의 세계 문화유산 지도에는 표시되어 있지 않다.

### 오늘날 보존
안토니누스 방벽을 따라 있는 일부 유적지들은 히스토릭 인바이러먼트 스코틀랜드의 보호를 받고 있으며 그 대상들은 다음과 같다:
- 바힐 요새[39]
- 비어스덴 욕장
- 캐슬캐리[40]
- 크로이힐
- 덜러터
- 러프캐슬[41]
- 시베그스 우드[42]
- 워틀링 로지
- 웨스터우드

이 유적지들 모두 관리인이 상주해 있지 않고 평상시에는 개방되어 있다.

## 지도 제작
안토니누스 방벽을 최초로 체계적인 지도를 만들려는 노력은 영국 지리원의 선구자인 윌리엄 로이가 1764년에 실시하면서 이뤄졌다. 그는 안토니누스 방벽의 잔해에 대한 정확하고 상세한 측량 도면을 남겼고, 후대에 개발로 인해 파괴된 방벽 부분들에 있어서 그의 지도와 도면이 유일하게 신뢰할 수 있는 자료이다. 19세기에, 영국 지리원은 25인치와 6인치 규모에 제1판 그리고 2판 안토니누스 방벽에 대한 지도에서 그때까지 볼 수 있던 방벽의 흔적들을 나타내었지만, 고고학 발굴 작업을 하려고 하지는 않았다.
조지 맥도널드는 안토니누스 방벽에 대한 체계적인 연구를 실시하였고 이에 대한 내용은 1911년에 공개되어 1934년 제2차 편집판으로 확장되었다. 그의 저서는 1931년 영국 지리원이 제작한 대형 지도 (25인치)를 근거로 제시한 것이었다. 영국 지리원은 1954–1957년에 개정된 지도를 제작하였고, 그 이후 1979–80년에 전면적인 재조사를 실시하였다. 또한 1969년에 1:25,000로 축적한 소형 안토니누스 지도를 발행하였다. 추가적인 지도 제작 활동이 세계 문화유산 등재 지원을 위해 이뤄졌다.
Modern computer techniques like using GIS와 LIDAR 등을 이용한 컴퓨터 기술들은 현재 안토니누스의 3D로 지도를 제작할 수 있게 하였으며 이를 통해 예를 들어 이 방벽을 따라 있었을 요새들이 어떻게 보였는가를 훨씬 쉽게 연구할 수 있게 하였다.
안토니누스 방벽 지도
- 1793년에 출판된 윌리엄 로이의 캐멀런 로마 주둔지와 인접한 방벽 부분에 대한 지도.
- 러프캐슬과 캐멀런 사이의 안토니누스 방벽 부분을 나타내고 있는 1897년에 발행된 영국 지리원의 25인치 지도 일부
- 1969년에 출판된 안토니누스 방벽에 대한 영국 지리원 지도.

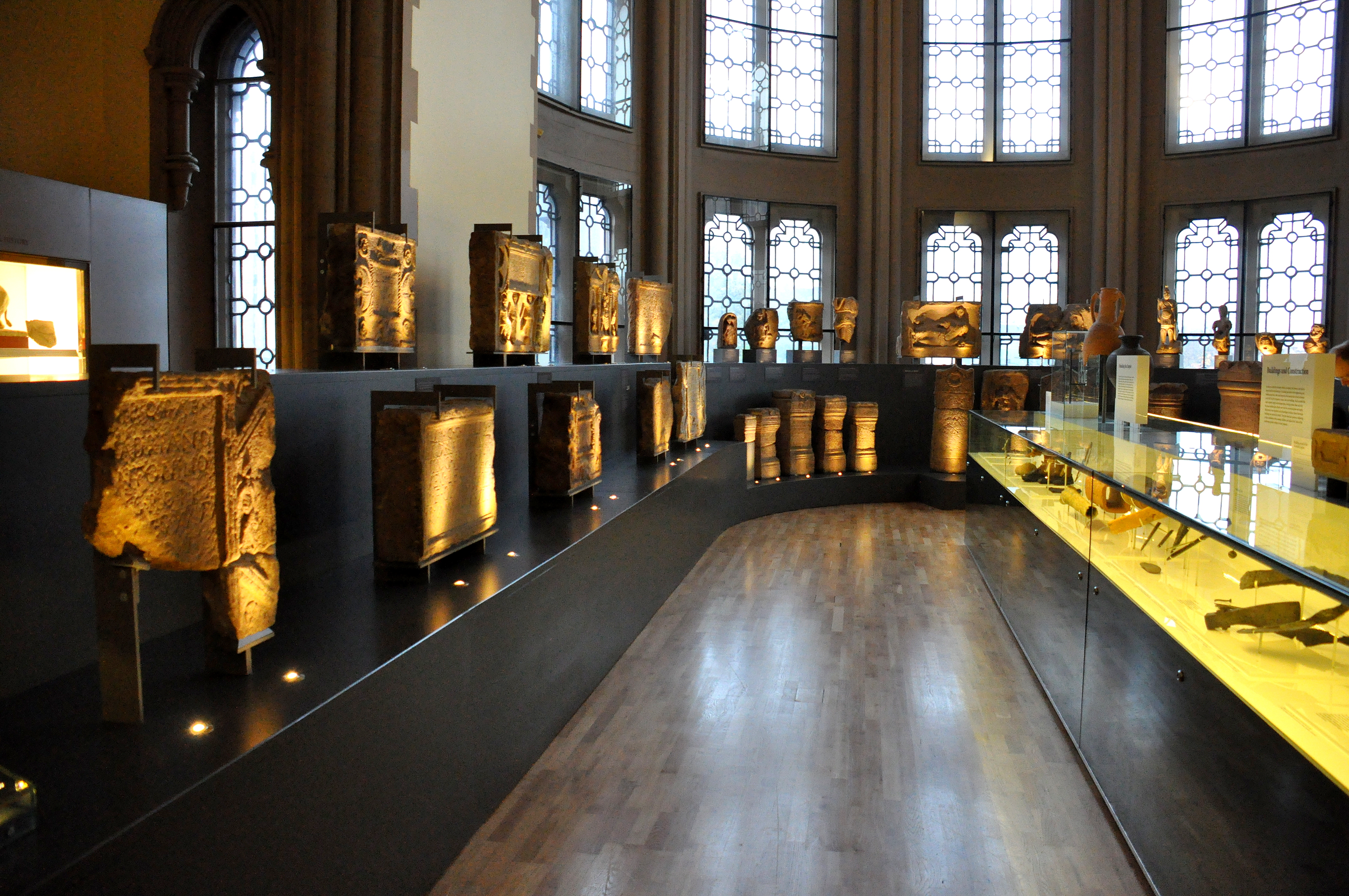
글래스고 헌터리언 박물관에 소장되어 있는 안토니누스 방벽 출토 유물.